# Мораг (језерско чудовиште)
Мораг (енгл. Morag) је језерско чудовиште које наводно живи у језеру Лох Морар у Шкотској. Након Неси, Мораг је најпознатије Шкотско легендарно чудовиште. Прво виђење се десило 1887, а 1981. је било преко 34 виђења. Постоји преко 60 сведока који су видели ово чудовиште. 1948. је девет људи у чамцу видело 6 метара дугачко створење. На месту где су је видели, десило се и прво виђење 1887.